# Scolopendra lutea
Scolopendra lutea är en mångfotingart som först beskrevs av Carl Graf Attems 1928.  Scolopendra lutea ingår i släktet Scolopendra och familjen Scolopendridae. Inga underarter finns listade i Catalogue of Life.